# Arquitectura neoecléctica

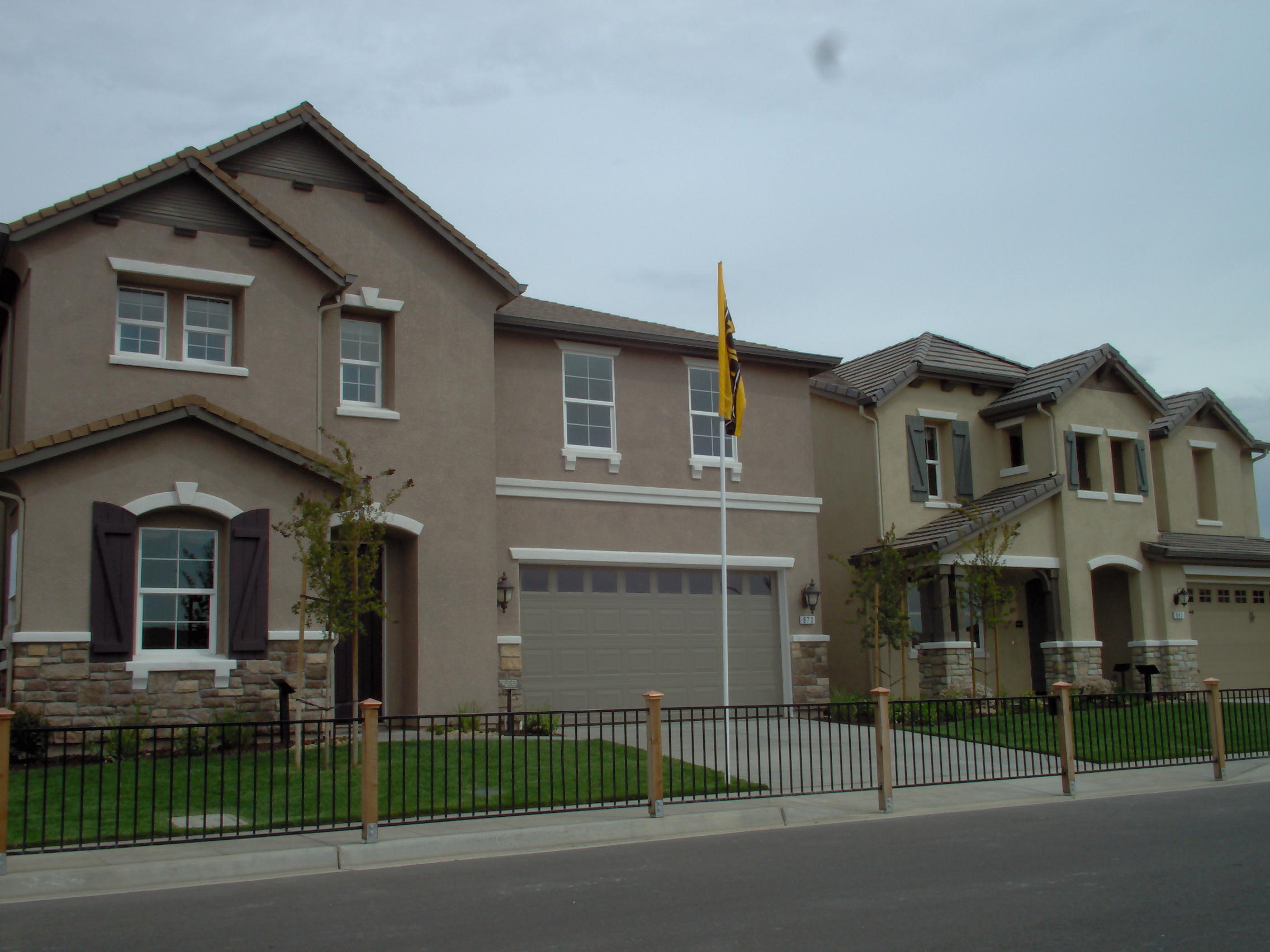
Viviendas neoeclécticas construidas en California en 2006

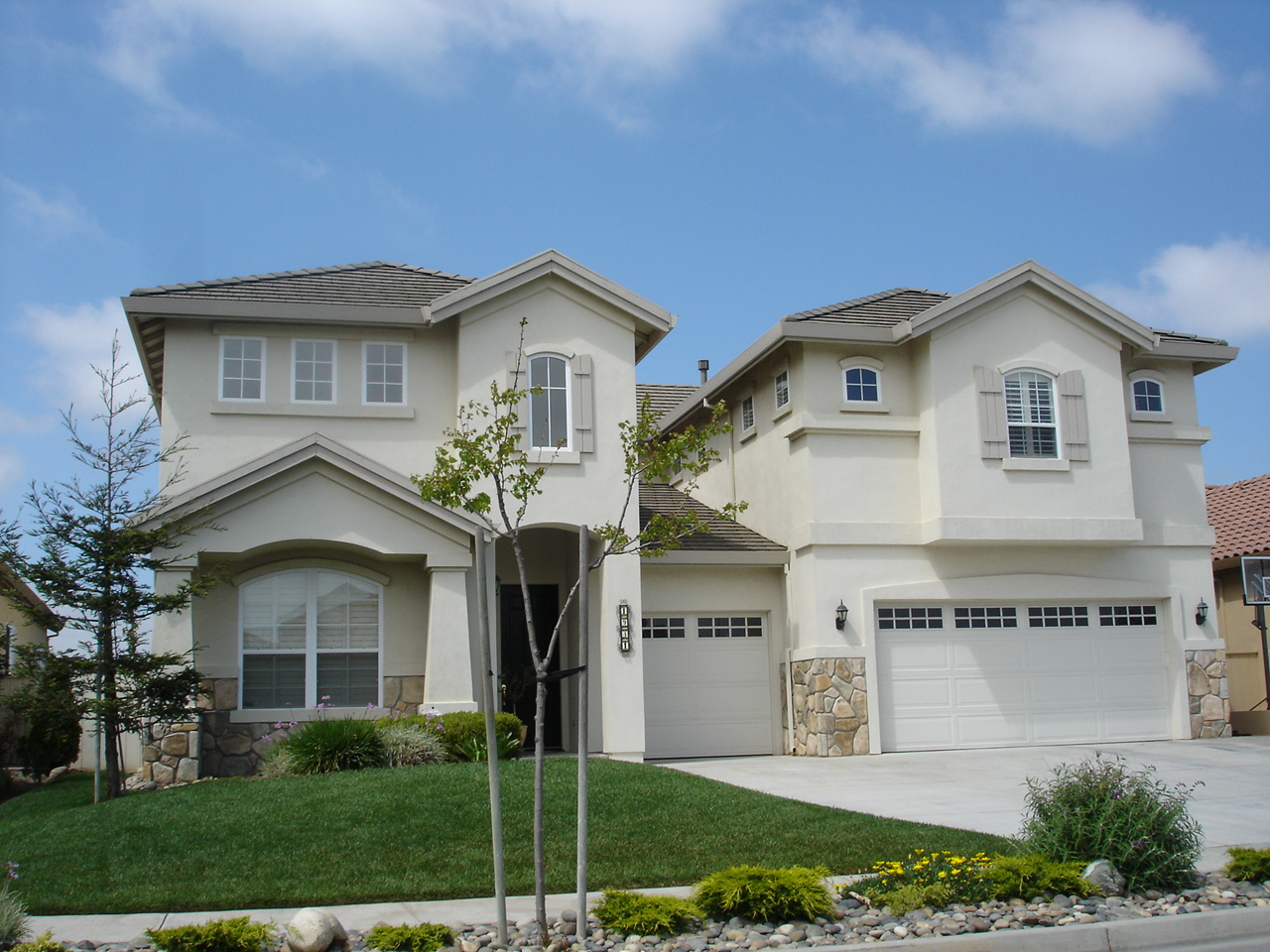
Casa neoecléctica en Sacramento, California

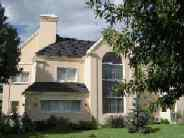
Una clásica casa en un country de las afueras de Buenos Aires

Se denomina arquitectura neoecléctica a un estilo arquitectónico que ha dominado la construcción de viviendas durante las últimas décadas del siglo XX y la primera del siglo XXI, especialmente en los Estados Unidos, aunque también en el resto de América. La arquitectura neoecléctica combina una amplia gama de técnicas decorativas tomadas de un variado conjunto de estilos aplicados a la arquitectura hogareña en distintas épocas.
Representó un rechazo a los estilos de arquitectura más simples y despojados, como el de las ranch house (casa-rancho), que tuvo su auge en las viviendas de los Estados Unidos en las décadas posteriores a la Segunda Guerra Mundial. El neoeclecticismo es considerado un desprendimiento de la arquitectura postmoderna, diferenciándose de aquella en que no busca experimentar.
El estilo neoecléctico es característico del tipo de residencias que en los Estados Unidos se ha llamado despectivamente McMansions (McMansiones, en alusión a la cadena de comida rápida McDonalds); aunque también se ha aplicado a todo tipo de viviendas. En Norteamérica se puede decir que la mayoría de los barrios suburbanos creados en las últimas décadas se caracterizan por la arquitectura neoecléctica.
Algunas construcciones de este estilo llegan a combinar varias corrientes históricas en un solo edificio. De esta forma, una vivienda puede sumar elementos característicos de la arquitectura de Cabo Cod (ver Cape Cod (house)), del estilo Misión, del Tudor e incluso del de las provincias francesas al mismo tiempo. En algunos casos, las viviendas se centran en un solo estilo, o incluso los ambientes interiores están diseñados casi de manera temática. 
Diferentes estilos históricos predominan en diversas regiones. En California, el estilo neocolonial español es popular, mientras en Nueva Inglaterra lo es el neocolonial británico.
De todas formas, los elementos historicistas en las construcciones neoeclécticas se limitan a detalles superficiales decorativos, tales como ventanas o revestimientos. En rigor, el estilo constructivo de las viviendas neocoloniales no ha representado ningún cambio con respecto a otros anteriores incluso al ranch home.
Pero un importante desarrollo ha influido en el neoeclecticismo: el SATE, un sistema de aislamiento de aplicación sencilla, que además permite ser moldeado y coloreado de manera que aparente ser otros materiales tales como estuco o roca.
En el resto de América, el neoeclecticismo ha sido consecuentemente adoptado por las clases medias y altas en el diseño de sus viviendas en barrios cerrados. En el caso de Argentina, coincidió con el apogeo de los llamados countries, donde muchas familias de estas clases sociales, sobre todo del AMBA, se mudaron para vivir de manera permanente tras el auge del abolicionismo penal entre los principales jueces del país y el consecuente aumento de la inseguridad, principalmente a causa de los reincidentes libres. También tuvo algunos casos notables de gran escala, por ejemplo, las torres Château (Château Puerto Madero Residence y Chateau Libertador Residence) y el edificio Grand Bourg en Buenos Aires, y el conjunto Barrancas al Río en el Partido de San Isidro.